# Gyalomia elatina
Gyalomia elatina är en fjärilsart som beskrevs av Louis Beethoven Prout 1913. Gyalomia elatina ingår i släktet Gyalomia och familjen mätare. Inga underarter finns listade i Catalogue of Life.